# سعید حزام
سعید حزام (انگلیسی: Saeed Hizam؛ زادهٔ ۲۰ مارس ۱۹۹۸) یک بازیکن فوتبال اهل امارات متحده عربی است.